# Barrage d'Ahai
Le barrage d'Ahai est un barrage sur la rivière Jinsha (nom donné au cours supérieur du Yangzi Jiang), situé dans la province du Yunnan en Chine. Il est associé à une centrale hydroélectrique de 2 000 MW, comprenant 5 turbines de 400 MW chacune. Sa production électrique moyenne est estimée à 8 877 GWh/an.
Il s'agit d'un barrage-poids en béton, d'une hauteur de 130 mètres. Il forme un lac de retenue d'un volume de 882 millions de m3[réf. nécessaire].
Sa construction a débuté en 2008, les turbines ont été installés en 2012 et 2013, et sa mise en service complète a eu lieu en juin 2014. Le coût de construction total a atteint 13,6 milliards de yuans[réf. nécessaire].

## Cascade hydroélectrique du Jinsha moyen
Le barrage d'Ahai est le quatrième barrage d'une cascade hydroélectrique sur le Jinsha moyen, qui en comportera huit au total : Longpan, Liangjiaren, Liyuan, Ahai, Jinanqiao, Longkaikou, Ludila et Guanyinyan. Sur cette section de 1 328 km entre Shigu et Panzhihua, le fleuve Yangzi Jiang chute de 1 570 mètres, offrant un potentiel hydroélectrique considérable,.